# Лаовайкаст
Лаовайка́ст, также Laowaicast (от лаовай и подкаст) — подкаст о жизни русскоязычных эмигрантов в Китае.

## История создания
В конце 2008 года русскоязычный веб-разработчик из Китая Александр Мальцев записал совместно с подкастером RadioGrinch серию программ «Диалоги о Китае…», а впоследствии создал свой подкаст «PODнебесная». В последнем выпуске «PODнебесной» было объявлено о запуске нового аудиопроекта о Китае.
Первый выпуск «Лаовайкаста» датируется 11 ноября 2009 года. Ведущими были Александр Мальцев (он же придумал название) и Сергей Литвин. Гостем первого выпуска был проживший в Китае 20 лет Максим Иванов, который вскоре стал постоянным соведущим подкаста.
Впоследствии вместо Максима Иванова в подкасте стал участвовать Майк Новалис.
За годы существования подкаст успел стать одним из самых популярных в русскоязычном интернет-пространстве и сыграл важную роль в консолидации соотечественников в Китае.

## Краткие сведения
Выпуски «Лаовайкаста» бывают следующих типов:
- тематические — посвящены одной из сторон жизни Китая («Образование в Китае», «О Тибете и его традициях», «О китайской современной музыке» и др.);
- новостные;
- по вопросам слушателей;
- интервью с гостем; среди именитых гостей «Лаовайкаста» — музыкант Илья Лагутенко[6], писатель Захар Прилепин[7], церковный деятель Андрей Кураев[8], публицист Александр Проханов[9], художник Сергей Баловин[10] и другие.

Вне зависимости от типа выпуска, в подкасте обязательно присутствуют рубрики «Грамота» (необычные слова и выражения в китайском языке) и «Музыка» (композиция, чаще всего китайских исполнителей, которая предоставляется сообществом «Haoting» ВКонтакте). Музыкальное сопровождение подбирается в тему подкаста.
У каждого выпуска «Лаовайкаста» есть своя уникальная обложка, которую присылают слушатели, а в гостевых выпусках вместо неё ставят фотографию гостя.
Подкаст позиционирует себя как еженедельный, однако на самом деле периодичность выпусков сильно варьируется — вплоть до полугода перерыва. Продолжительность выпусков — около 60 минут.
Вступительная музыкальная тема, звучащая в начале каждого выпуска — «Питейная песня» (кит. 酒歌, палл. цзю гэ) китайской группы «Шань-жэнь-юэдуй» (кит. 山人乐队, буквально: «Горцы»). С 79 по 153 выпуск звучала песня той же группы под названием «Саньши нянь» (кит. 三十年, буквально: «30 лет»).
Распространение подкаста происходит не только на официальном сайте, но и на сайте «Магазеты», ВКонтакте, подкаста-терминалах POD FM, Podster, онлайн-радиостанциях. С 144 по 162 выпуск подкаст выходил на радио «ГЛАС» 106,6FM в Одессе.

## Ведущие

### Сергей Литвин
Родился 17 июня 1976 г. в Крыму, но ещё младенцем родители перевезли его в Оймяконский район в Якутию. В Китай приехал в 1995 году. Один из основателей проекта «Восточное полушарие» (polusharie.com). Получил образование в Шанхайском и Фуданьском университете. Участник Правления «Русского клуба в Шанхае» и секретарь Координационного совета соотечественников в Китае.

### Александр Мальцев
Известен также как «Ма Юйси» (马玉玺). Родился 21 января 1989 г. в городе Певек в Чукотском автономном округе. В детстве он с родителями переехал в Иркутск, где поступил в специализированную языковую школу и стал изучать с 10 лет китайский язык. После года обучения языку попал с 1999 года в китайский город Чанчунь на языковую практику. С 2004 года учился на экономиста в Северо-восточном педагогическом университете. В 2008 году переехал в Шанхай.
Веб-разработчик, автор многочисленных интернет-проектов. Работал главным редактором интернет-издания о Китае «Магазета» (2005—2014), стоял во главе портала «Восточное полушарие» (2008—2011), был сооснователем и техническим директором «Центра Китаистов» в Шанхае (2008—2012); с 2014 года работает в компании Alibaba в Ханчжоу. Наблюдатель Координационного совета соотечественников в Китае. В прошлом также ведущий подкаста «podНебесная».

### Максим Иванов
Родился 6 марта 1969 года в Комсомольске-на-Амуре. В Китае с 1990 года. Окончил востфак ДВГУ и юрфак Уханьского университета. Работал в Пекине, перебрался в Шанхай в 2005.

### Майк Новалис
Стал появляться в подкасте после того, как Макс Иванов перестал регулярно записываться (до того вёл собственный подкаст-дневник). Настоящее имя — Михаил Кропанёв. Родился 29 ноября 1985 года на острове Кунашир. Окончил факультет политологии МГУ им. Ломоносова, учил китайский язык на Межвузе в московском Горном Университете. Проходил стажировку в Университете им. Сунь Ятсена в Гуанчжоу. С 2009 года постоянно живёт и работает в Ханчжоу.

### Другие
Иногда в качестве соведущих в «Лаовайкаст» приходят Лана Ильченко (живущая в Китае с 2000 года специалист в области прикладной и организационной психологии) и Альберт Крисской (один из основателей интернет-портала «Восточное Полушарие» и переводчик с китайского).

## Признание
- в 2010, 2011 и 2012 годах «Лаовайкаст» удостаивался наград «PODCAST AWARDS» в нескольких номинациях[2][5];
- в 2010 году подкаст стал победителем в организованном Deutsche Welle конкурсе The Best of Blogs в категории «Лучший подкаст» (наряду с подкастом Рунетология)[5];
- в мае 2011 года основатели подкаста Сергей Литвин, Александр Мальцев и Максим Иванов были награждены почётной грамотой от Посольства России в КНР «За вклад в дело консолидации соотечественников в Китае»[2].